# Карим, Отман
Отман Карим (швед. Othman Karim, род. 19 марта 1968) — шведский кинорежиссёр индо-угандийского происхождения. Телеведущий, режиссёр документальных и художественных фильмов. Его первый полнометражный художественный фильм, «О Саре», завоевал в 2006 году главный приз XXVIII Московского международного кинофестиваля.

## Биография
Родился в Кампале, столице Уганды. После того, как в стране к власти пришёл Иди Амин (1971) и в стране начались репрессии, родители вместе с ребёнком переехали в Швецию. Родители думали переехать в Соединённые Штаты Америки, однако знакомый его тети, который уже жил в Швеции, сообщил им, что жизнь здесь — «просто рай» («det här är paradiset»).
Первые десять лет после переезда Отман с матерью жил в Уппсале, затем они переехали в Хельсингборг. Отец Отмана через некоторое время вернулся из Швеции в Уганду.
Учился в США, в Brooks Institute of Photography, затем некоторое время работал в американской компании Amblin Entertainment. Некоторое время Отман работал в Швеции на телевидении — на Sveriges Television он вёл программу Mosaik.
Как режиссёр Отман начинал с документальных фильмов.
В качестве режиссёра полнометражного художественного фильма дебютировал в 2005 году, это был фильм Om Sara («О Саре») — драматический рассказ о десяти годах жизни современной шведской женщины.
Член жюри основного конкурса XXIX Московского международного кинофестиваля (2007).
Второй фильм Карима, «Дорогая Элис» (швед. För kärleken, в англоязычном прокате — Dear Alice), был отобран в основной конкурс XXXII Московского международного кинофестиваля (2010).

## Фильмография
Художественные фильмы
|      | Оригинальное названия | Русское название |      |
| ---- | --------------------- | ---------------- | ---- |
| 2005 | Om Sara               | О Саре           | 100′ |
| 2010 | För kärleken          | Дорогая Элис     |      |

Отман Карим также снял несколько документальных фильмов.

## Семья
Жена — Малин Холмберг-Карим (он познакомился с ней в Хельсингборге). В 1994 году в США у них родился ребёнок, Лео. Малин была продюсером фильма «О Саре» (2005).
У Отмана Карима есть старшая сестра, Шарон (Sharon), и два младших брата. Шарон — актриса, живёт в США. Братья — Бейкер Карим (род. 1974), кинорежиссёр и продюсер, и Александр Карим (род. 1976), актёр и кинорежиссёр.